# 郭塘岙古窑址
郭塘岙古窑址中国浙江省宁波市一处古代瓷窑址，分布于郭塘河南北岸，共有4处，年代从东汉至西晋。窑址发现于1977年，其中出土大量青瓷片，黑釉瓷片及垫饼，垫座等窑具，出土内容与浙东地区同时期其他窑址类似。1981年，郭塘岙古窑址被列入宁波市文物保护单位。